# Esperanto-alfabet
Het Esperanto-alfabet is het alfabet waarin de taal Esperanto wordt geschreven. Het alfabet bestaat uit 28 letters.

## Hoofdletters en kleine letters
Net zoals in het klassiek Latijnse alfabet, waarop het gebaseerd is, heeft het Esperanto-alfabet twee vormen van elke letter: HOOFDLETTERS en kleine letters.
De hoofdletters worden in het Esperanto gebruikt:
- Voor persoonsnamen
- Om een onderscheid te maken tussen familienaam (hoofdletters) en voornaam (kleine letters). Dit is anders dan in het Nederlands. In het Esperanto wordt dit gedaan, omdat in het Oosten de gewoonte bestaat om achternamen vooraan te plaatsen en het anders onduidelijk zou zijn welke van de twee delen van de naam de voornaam is.
- Voor goden > Dio (Alaho, Jahve).
- In het begin van een nieuwe zin, meestal na het teken '.', '?' en '!'.
- In afkortingen

In de meeste andere gevallen gebruikt men kleine letters.

## Oorsprong van het Esperanto-alfabet
Toen Zamenhof Esperanto ontwierp, gebruikte hij vanaf het begin als basis het Latijnse alfabet met de extra letters j, k, u en z, maar zonder de Q, X, Y en W. Hij kende ook het Cyrillische, het Griekse en het Hebreeuwse alfabet. Dat Zamenhof toch koos voor het Latijnse alfabet in plaats van het Griekse of een zelf uitgevonden, is te verklaren door het feit dat het Latijnse alfabet reeds in de negentiende eeuw het universeel meest gekende alfabet was.
Omdat Zamenhof streefde naar een ideaal alfabet: een foneem - een letter, hield hij niet zo van gecombineerde letters zoals het Franse "ch" of het Hongaarse "sz". Daarom was hij al vrij vroeg op het idee gekomen van de boventekens: via een extra teken boven de letter een klank tonen, waarvoor in het Latijnse alfabet geen apart teken bestaat. Na een paar experimenten kwam hij tot het idee de Franse "accent circumflex" te gebruiken om op een mooie manier de nodige letters toe te voegen die uniek zijn aan het Esperanto: Ĉ, ĉ, Ĝ, ĝ, Ĥ, ĥ, Ĵ, ĵ, Ŝ, ŝ. Het boogje boven de ŭ heeft hij overgenomen van het cyrillische alfabet - het Esperanto-schrift is dus eigenlijk niet 100% Latijns.

## Namen van de Esperanto-letters
| Hoofdletter | Kleine letter | Naam    | IPA |
| ----------- | ------------- | ------- | --- |
| A           | a             | a       | a   |
| B           | b             | bo      | bo  |
| C           | c             | co      | t͡so |
| Ĉ           | ĉ             | ĉo      | t͡ʃo |
| D           | d             | do      | do  |
| E           | e             | e       | e   |
| F           | f             | fo      | fo  |
| G           | g             | go      | go  |
| Ĝ           | ĝ             | ĝo      | d͡ʒ  |
| H           | h             | ho      | ɦo  |
| Ĥ           | ĥ             | ĥo      | χo  |
| I           | i             | i       | i   |
| J           | j             | jo      | jo  |
| Ĵ           | ĵ             | ĵo      | ʒo  |
| K           | k             | ko      | ko  |
| L           | l             | lo      | lo  |
| M           | m             | mo      | mo  |
| N           | n             | no      | no  |
| O           | o             | o       | o   |
| P           | p             | po      | po  |
| R           | r             | ro      | ro  |
| S           | s             | so      | so  |
| Ŝ           | ŝ             | ŝo      | ʃo  |
| T           | t             | to      | to  |
| U           | u             | u       | u   |
| Ŭ           | ŭ             | u breve | -   |
| V           | v             | vo      | ʋo  |
| Z           | z             | zo      | zo  |

## Esperanto-letters en software
Een veelvoorkomend probleem is het typen van Esperanto-letters. Ondanks dat iedere letter wel een Unicode-notering heeft dient men zich in allerlei bochten te wringen om de afwijkende letters in te voeren. Onder Windows kan men bijvoorbeeld de hulpapplicatie "symbolen invoegen" gebruiken, echter, erg comfortabel is dit niet. Linux biedt meer ondersteuning voor het Esperanto en is zelfs grotendeels in deze taal beschikbaar. Er is ook software beschikbaar die het ongemak weet te verminderen. Hier volgt een lijstje:
- Esperanto Klavaro (Windows, gratis)
- KeyMan (Windows, gratis voor particulier gebruik)
- Esperanto & Linux HOWTO
- Voorgedefinieerde keymap voor Linux.
- Lettertypen met Esperanto-letters (voor Mac OS)

Gebruikers van macOS voegen de letters in door het "U.S. Extended" toetsenschema te selecteren. Deze vindt men in het "Invoer Menu" van de "Internationale" systeem eigenschappen. Na het activeren van dit toetsenschema kunnen de afwijkende letters als volgt ingevoerd worden:
- C-circumflex Ĉ = option+6 shift-c
- c-circumflex ĉ = option+6 c
- G-circumflex: Ĝ = option+6 shift-g
- g-circumflex: ĝ = option+6 g
- H-circumflex: Ĥ = option+6 shift-h
- h-circumflex: ĥ = option+6 h
- J-circumflex: Ĵ = option+6 shift-j
- j-circumflex: ĵ = option+6 j
- S-circumflex: Ŝ = option+6 shift-s
- s-circumflex: ŝ = option+6 s
- U-breve: Ŭ = option+b shift-u
- u-breve: ŭ = option+b u